# Heinrich Bußhoff
Heinrich Bußhoff (* 4. März 1936 in Rhede) ist ein Politikwissenschaftler und arbeitet am Lehrstuhl für Politikwissenschaft an der Universität Würzburg.

## Leben
Bußhoff wurde 1964 promoviert und 1970 habilitiert. Seit 1972 war er Professor in Würzburg.

## Forschungsschwerpunkte
Heinrich Bußhoffs Forschungsschwerpunkte sind
- die moderne sozialwissenschaftliche Theorie der Politik,
- die Systemtheorie,
- die Steuerungstheorie,
- die Wissenschaftstheorie der Politischen Wissenschaft,
- die Methodologie der Politischen Wissenschaft, einschl.dem Verhältnis zu den Nachbardisziplinen,
- die politische Argumentation und Kommunikation sowie
- die politische Semantik.

In seiner Arbeit über ein hinreichend theoretisches Fundament der Politikwissenschaft, speziell im Hinblick auf die Frage der Methodologie und der Wissenschaftstheorie, legt Heinrich Bußhoff den Schwerpunkt auf die Beziehung zwischen Theoriebildung und politischer Praxis. Diese Beziehung erläutert er unter anderem in seinem 1978 veröffentlichten Buch „Methodologie der Politikwissenschaft“. Darin versucht Heinrich Bußhoff die theoretischen Grundlagen der Disziplin zu klären, um die Möglichkeiten dieser Wissenschaft in Bezug auf ihre Bedeutung für die Politik und Gesellschaft darzustellen, und sie somit im Kreis anderer wissenschaftlichen Disziplinen klarer zu etablieren.
Um zu erläutern, wie und als was sich die Politikwissenschaft sehen kann, stellt Heinrich Bußhoff die wechselseitige Beziehung der Politikwissenschaft und der Politik unter der Berücksichtigung der Einflüsse von der Gesellschaft und auf sie dar.
So ist die Politikwissenschaft von der Politik abhängig, da sie nicht in der Lage ist, eigene Experimente durchzuführen. Sie benötigt hierfür die Politik und eine Gesellschaft, die für politische Veränderungen offen ist und diese auch zulässt.
Die Abhängigkeit der Politik gegenüber der Politikwissenschaft begründet Heinrich Bußhoff mit der Notwendigkeit der Politik, über ihre politischen Entscheidungen zu reflektieren, um auch zukünftige Entwicklungen steuern zu können.
Da politischer Fortschritt zunächst immer theoretisch ist, ist es für die Politik erforderlich, dies einem eigenen Leistungssystem zu überlassen. So kann die Politik ihr „theoretisches“ Selbstverständnis anhand des Wissensstandes der Politikwissenschaft und ihrer Erkenntnisverfahren überprüfen lassen.
Durch diese wechselseitige Abhängigkeit kann die Politikwissenschaft als „Orientierungswissenschaft“ das „theoretische“ Selbstbewusstsein der Politik stärken, während die Politikwissenschaft durch diese Wechselbeziehung sich „theoretisch“ behaupten kann, und so durch eigene Erkenntnisproblematik und Methodologie als wissenschaftliche Disziplin von den „Einheitswissenschaften“ klar abzugrenzen ist.
So muss sich die Politikwissenschaft nach Heinrich Bußhoff als „Konstruktive Orientierungswissenschaft“ begreifen.
Dieses Verhältnis von wissenschaftlicher Theorie und politischer Praxis vertieft Heinrich Bußhoff in seinem Buch „Komplementarität und Politik zu einer interdisziplinär orientierten Begründung des Politischen und der Politischen Wissenschaft“ als eine Voraussetzung für die Bildung und Anwendbarkeit politikwissenschaftlicher Theorien.
Durch die Definition der Grundlagentheorie der Politikwissenschaft als eine Kombination von „Interdisziplinarität“ und „Disziplinarität“ soll diese als „sozialwissenschaftliche Theorie des Politischen“ angesehen werden, deren zentrale Frage sich auf die „Politizität“ richtet, d. h. auf das, was durch die Politik prozessiert wird.
So wird eine politikwissenschaftliche Theorienbildung erst mit einer Selbstthematisierung der Politik möglich. Den entscheidenden Unterschied zwischen politischer und politikwissenschaftlicher Theorienbildung liegt nach Bußhoff darin, dass die politische Theorie aus dem Handlungsinteresse der Akteure besteht, während die Thematisierung dieses Handlungsinteresses nach wissenschaftlichen Kriterien den Inhalt der politikwissenschaftlichen Theorie bildet. Aus diesem Unterschied ergeben sich die unterschiedlichen Faktoren, von denen der Bestand einer Theorien abhängt. Eine politische Theorie braucht die Akzeptanz der Akteure – eine politikwissenschaftliche Theorie die der „scientific community“.
Die gegenseitige Akzeptanz beider Theorien, politisch wie politikwissenschaftlich, ist für die beiderseitige Theorieverwertung unumgänglich. Aus diesem Verhältnis sind nach seiner Meinung die Konsequenzen für die Bildung und Anwendbarkeit politikwissenschaftlicher Theorien zu ziehen.

## Werke
- Das Dollfuß-Regime in Österreich als geistesgeschichtliches Problem unter besonderer Berücksichtigung der „Schöneren Zukunft“ und der „Reichspost“. Seit Mitte des Jahres 1929 bis zur Gründung der „Vaterländischen Front“. Diss. Würzburg 1964.
- Politikwissenschaft und Pädagogik. Studien über den Zusammenhang von Politik und Pädagogik. (Beiträge zur Politischen Wissenschaft; Bd. 4). Duncker & Humblot. Berlin 1968.
- Das Dollfuß-Regime in Österreich in geistesgeschichtlicher Perspektive unter besonderer Berücksichtigung der „Schöneren Zukunft“ und „Reichspost“. (Beiträge zur Politischen Wissenschaft; Bd. 6). Duncker & Humblot. Berlin 1968.
- Zu einer Theorie der politischen Identität. Westdeutscher Verlag. Opladen 1970.
- Zu einer Theorie des politischen Stils. Hain Verlag. Meisenheim am Glan 1972.
- Systemtheorie als Theorie der Politik. Eine Studie über politische Theorie als Grundlagendisziplin der Politischen Wissenschaft. (UTB 467). Verlag Dokumentation. Pullach bei München 1975.
- Kritische Rationalität und Politik. Eine Einführung in die Philosophie des Politischen und der Wissenschaftslehre der Politischen Wissenschaft. (UTB 623). Verlag Dokumentation. Pullach bei München 1976.
- Methodologie der Politikwissenschaft. Klett-Verlag. Stuttgart 1978.
- Racionalidad critica y política. Alfa Argentina.S.A. Buenos Aires 1980.
- Der politische Code. Soziale Evolution und politische Steuerung. Klett-Cotta. Stuttgart 1980.
- Politikwissenschaft und das Problem der Freiheit. Alber Verlag. Freiburg im Breisgau 1983.
- Politikwissenschaftliche Theoriebildung. Grundlagen und Verfahrensweisen. (Böhlau Politica; 7). Böhlau. Köln 1984.
- Anwendbarkeit politikwissenschaftlicher Theorien. (Böhlau Politica; 8). Böhlau. Köln 1987.
- Komplementarität und Politik. Zu einer interdisziplinär orientierten Begründung des Politischen und der Politischen Wissenschaft. Königshausen & Neumann. Würzburg 1990.
- Als Herausgeber: Politische Steuerung. Steuerbarkeit und Steuerungsfähigkeit – Beiträge zur Grundlagendiskussion. Nomos Verlagsgesellschaft. Baden-Baden 1992. Elektronische Neuausgabe 2001.
- Der politische Prozeß. Ein steuerungstheoretischer Versuch. (acta politica; 2). Königshausen & Neumann. Würzburg 1993.
- Politische Legitimität. Überlegungen zu einem problematischen Begriff. Ars Una. Neuried 1996.
- Politische Argumentation. Überlegungen zu einer Argumentationstheorie der Politik. Nomos Verlagsgesellschaft. Baden-Baden 1997.
- Politische Repräsentation. Repräsentativität als Bedingung und Norm von Politik. (Konturen – Studien zur Neuorientierung politischer Leitkategorien; 1). Nomos Verlagsgesellschaft. Baden-Baden 1999.
- Gemeinwohl als Wert und Norm. Zur Argumentations- und Kommunikationskultur der Politik. (Konturen – Studien zur Neuorientierung politischer Leitkategorien; 3). Nomos Verlagsgesellschaft. Baden-Baden 2001.
- Die Zeitlichkeit der Politik. Politik als Mechanismus zur Verzeitlichung der Zeit. (Erfahrung und Denken; 92). Duncker & Humblot. Berlin 2003.
- Das Politische der Politik. Politik als Mechanismus der Politisierung des Politischen. Nomos. Baden-Baden 2005